# Yesterwynde
Yesterwynde er det tiende studiealbum af den finske symfoniske metalband Nightwish. Det blev udgivet 20. september 2024 via Nuclear Blast. Det er det første af gruppens studiealbums siden Wishmaster (2000), hvor Marko Hietala ikke medvirker, efter han forlod bandet i januar 2021, og det er det første album med Jukka Koskinen som ny bassist. Det er også deres første album, som ikke har Pip Williams som orkesterarrangør.

## Spor
Alle sange er skrevet af Tuomas Holopainen.
| Yesterwynde trackliste | Yesterwynde trackliste          | Yesterwynde trackliste | Yesterwynde trackliste | Yesterwynde trackliste | Yesterwynde trackliste | Yesterwynde trackliste | Yesterwynde trackliste | Yesterwynde trackliste | Yesterwynde trackliste |
| #                      | Titel                           | Længde                 |                        |                        |                        |                        |                        |                        |                        |
| ---------------------- | ------------------------------- | ---------------------- | ---------------------- | ---------------------- | ---------------------- | ---------------------- | ---------------------- | ---------------------- | ---------------------- |
| 1.                     | "Yesterwynde"                   | 2:43                   |                        |                        |                        |                        |                        |                        |                        |
| 2.                     | "An Ocean of Strange Islands"   | 9:26                   |                        |                        |                        |                        |                        |                        |                        |
| 3.                     | "The Antikythera Mechanism"     | 5:55                   |                        |                        |                        |                        |                        |                        |                        |
| 4.                     | "The Day of..."                 | 4:34                   |                        |                        |                        |                        |                        |                        |                        |
| 5.                     | "Perfume of the Timeless"       | 8:11                   |                        |                        |                        |                        |                        |                        |                        |
| 6.                     | "Sway"                          | 4:23                   |                        |                        |                        |                        |                        |                        |                        |
| 7.                     | "The Children of 'Ata"          | 5:37                   |                        |                        |                        |                        |                        |                        |                        |
| 8.                     | "Something Whispered Follow Me" | 6:39                   |                        |                        |                        |                        |                        |                        |                        |
| 9.                     | "Spider Silk"                   | 6:26                   |                        |                        |                        |                        |                        |                        |                        |
| 10.                    | "Hiraeth"                       | 6:14                   |                        |                        |                        |                        |                        |                        |                        |
| 11.                    | "The Weave"                     | 4:53                   |                        |                        |                        |                        |                        |                        |                        |
| 12.                    | "Lanternlight"                  | 6:06                   |                        |                        |                        |                        |                        |                        |                        |
| 71:07                  |                                 |                        |                        |                        |                        |                        |                        |                        |                        |

| Streaming platforms bonus tracks | Streaming platforms bonus tracks                     | Streaming platforms bonus tracks | Streaming platforms bonus tracks | Streaming platforms bonus tracks | Streaming platforms bonus tracks | Streaming platforms bonus tracks | Streaming platforms bonus tracks | Streaming platforms bonus tracks | Streaming platforms bonus tracks |
| #                                | Titel                                                | Længde                           |                                  |                                  |                                  |                                  |                                  |                                  |                                  |
| -------------------------------- | ---------------------------------------------------- | -------------------------------- | -------------------------------- | -------------------------------- | -------------------------------- | -------------------------------- | -------------------------------- | -------------------------------- | -------------------------------- |
| 13.                              | "Yesterwynde" (orchestral version)                   | 3:22                             |                                  |                                  |                                  |                                  |                                  |                                  |                                  |
| 14.                              | "An Ocean of Strange Islands" (orchestral version)   | 9:26                             |                                  |                                  |                                  |                                  |                                  |                                  |                                  |
| 15.                              | "The Antikythera Mechanism" (orchestral version)     | 5:52                             |                                  |                                  |                                  |                                  |                                  |                                  |                                  |
| 16.                              | "The Day of..." (orchestral version)                 | 4:24                             |                                  |                                  |                                  |                                  |                                  |                                  |                                  |
| 17.                              | "Perfume of the Timeless" (orchestral version)       | 8:13                             |                                  |                                  |                                  |                                  |                                  |                                  |                                  |
| 18.                              | "Sway" (orchestral version)                          | 3:26                             |                                  |                                  |                                  |                                  |                                  |                                  |                                  |
| 19.                              | "The Children of 'Ata" (orchestral version)          | 5:19                             |                                  |                                  |                                  |                                  |                                  |                                  |                                  |
| 20.                              | "Something Whispered Follow Me" (orchestral version) | 6:32                             |                                  |                                  |                                  |                                  |                                  |                                  |                                  |
| 21.                              | "Spider Silk" (orchestral version)                   | 5:43                             |                                  |                                  |                                  |                                  |                                  |                                  |                                  |
| 22.                              | "The Weave" (orchestral version)                     | 4:49                             |                                  |                                  |                                  |                                  |                                  |                                  |                                  |
| 23.                              | "Lanternlight" (orchestral version)                  | 5:32                             |                                  |                                  |                                  |                                  |                                  |                                  |                                  |
| 133:00                           |                                                      |                                  |                                  |                                  |                                  |                                  |                                  |                                  |                                  |

## Hitlister
| Hitliste (2024)                       | Højeste placering placering |
| ------------------------------------- | --------------------------- |
| Østrig (Ö3 Austria)                   | 2                           |
| Belgien (Ultratop Flanderen)          | 12                          |
| Belgien (Ultratop Vallonien)          | 17                          |
| Tjekkiet (ČNS IFPI)                   | 78                          |
| Holland (Album Top 100)               | 4                           |
| Finland (Musiikkituottajat)           | 1                           |
| French Albums (SNEP)                  | 15                          |
| Tyskland (Offizielle Top 100)         | 2                           |
| Hungarian Physical Albums (MAHASZ)    | 22                          |
| Italien (FIMI)                        | 47                          |
| Japan (Oricon)                        | 50                          |
| Japanese Hot Albums (Billboard Japan) | 59                          |
| Polen (ZPAV)                          | 10                          |
| Portugal (AFP)                        | 15                          |
| Skotland (OCC)                        |                             |
| Spanien (PROMUSICAE)                  | 36                          |
| Sverige (Sverigetopplistan)           | 6                           |
| Schweiz (Schweizer Hitparade)         | 2                           |
| Storbritannien (OCC)                  | 20                          |
| UK Independent Albummer (OCC)         | 3                           |
| 1                                     |                             |

| Højeste placering (2024)           | Placering |
| ---------------------------------- | --------- |
| Swiss Albums (Schweizer Hitparade) | 90        |